# Miguel Ángel Soria López
Miguel Ángel Soria López (València, 26 de març de 1974) és un exfutbolista valencià, que ocupava la posició de defensa central.

## Trajectòria
Sorgeix del planter del València CF, i mentre encara roman al filial, és cedit al Llevant UE, que militava a la Segona Divisió aquella 96/97. Soria va quallar una bona temporada i el conjunt de Mestalla el va repescar.
El defensa va formar amb el primer equip del València durant dues campanyes i mitja. A la primera va ser titular, però la resta tot just va aparèixer al camp. En eixe temps, el seu equip va guanyar la Copa del Rei de 1999.
Mitjada la campanya 99/00, Soria recala al CD Numancia, on passa dues discretes temporades a la màxima categoria. Entre el 2001 i el 2004 milita al Córdoba CF, d'on passaria a la UD Almeria. Amb l'equip andalús disputaria una bona temporada 04/05, però no té continuïtat i retorna a la suplència, fins a la seua retirada el 2006.